# Neiman Marcus
Neiman Marcus es una lujosa tienda departamental, operada por Neiman Marcus Group en los Estados Unidos.  La empresa tiene su sede en Dallas, Texas, y compite con las otras tiendas departamentales exclusivas como Saks Fifth Avenue, Nordstrom, y Bloomingdale's. The Neiman Marcus Group también opera a la tienda exclusiva Bergdorf Goodman y se especializa en la tienda por departamentos en la Quinta Avenida de la Ciudad de Nueva York y una directa división de mercadeo, Neiman Marcus Direct, en la cual opera en Internet y un catálogo bajo los nombres Horchow, Neiman Marcus y Bergdorf Goodman.

## Historia

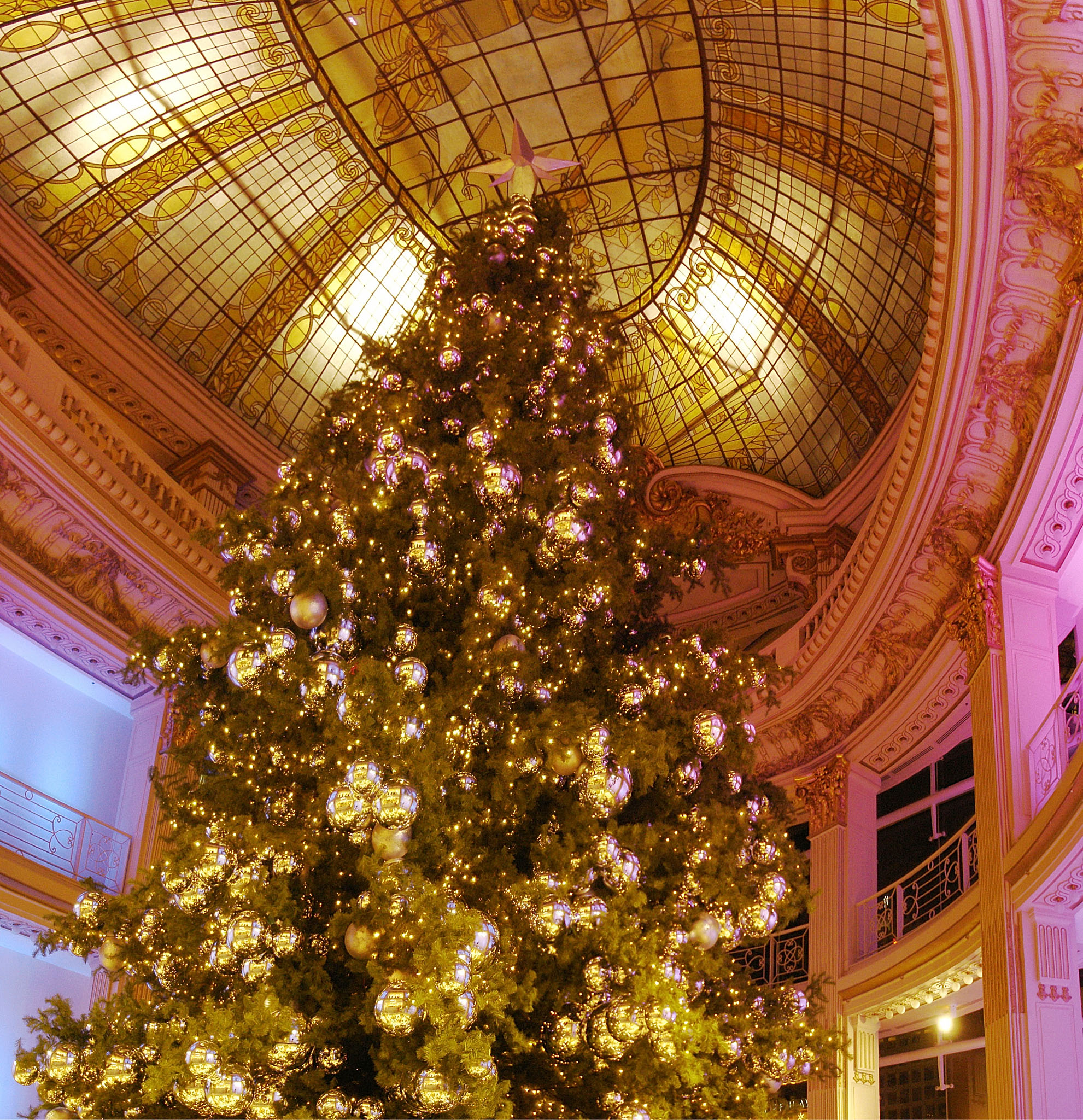
Interior de la tienda Neiman Marcus en la ciudad de San Francisco, California durante la temporada navideña.

Herbert Marcus, Sr., un ex comprador de la tienda por departamentos Dallas' Sanger Bros., en la cual dejó su trabajo anterior para fundar un nuevo negocio con su hermana Carrie Marcus Neiman y su esposo, A. L. Neiman, después con los empleados de Sanger Brothers competidor de A. Harris.  En 1907 el trío empezó con $25.000 de una venta exitosa de una firma que habían construido en Atlanta, Georgia, y dos inversores en donde invertir. Optando de rechazar los "negocios azucarados," los tres empresarios decidieron volver a Dallas y hacer negocios de minoristas en vez de invertir en Coca-Cola company. Por esta razón, el presidente Stanley Marcus fue citado en 1957 al decir en bromas que Neiman Marcus fue "fundada en malos negocios." Así la tienda se fundó el 10 de septiembre de 1907.
En 1913, un incendio destruyó la tienda y la mercancía de la tienda Neiman Marcus, que pudo abrir 17 días del incendio, como una tienda temporal. En 1914, Neiman Marcus reabrió su nueva, y ubicación permanente, en Calle Main y la Calle Ervay.  Con la apertura de esta tienda principal, Neiman Marcus incrementó su selección de productos con nuevos accesorios, como lencería, y ropa para niños, así como la ampliación del departamento de vestuario femenino, y en 1929, empezó a ofrecer ropa para caballeros. (El edificio principal en la Calle Main, que muchos conocen como el 'original' Neiman Marcus, se le dio el estatus de lugar de interés nacional histórico por la Comisión Histórica de Texas en 1982.)
En 1927, Neiman Marcus hizo el primer show de modas en los Estados Unidos. La tienda ofreció el show de, "Cien Años de Moda Texana," en 1936 en honor del centenario de  Independencia de Texas de México. En una reseña histórica de la tienda de 1957, "Neiman Marcus de Texas," describió a la tienda como "grandiosa y gala elaborada", "Fue una de estas ocasiones en que uno de los críticos más famosos entre los invitados de Edna Woolman Chase, editora de Vogue, expresando el sentimiento sobre la clientela de la tienda, diciéndole a la prensa local: 'He soñado toda mi vida por la tienda perfecta para mujeres. Después vi a Neiman-Marcus, y mi sueño se volvió realidad.'"

He soñado toda mi vida por la tienda perfecta para mujeres. Después vi a Neiman-Marcus, y mi sueño se volvió realidad.
Edna Woolman Chase, editora de Vogue (1936), citada en un Comentario de 1957.

En los años 1950 y 60 el estudio de fotografía Gittings Studios tenía un estudio en Neiman Marcus. Sus clientes incluían a Hope Portocarrero, Lyndon Johnson, Howard Hughes, y el Shah de Irán, Mohammad Reza Pahlavi y su familia.
En 1969, la primera Neiman Marcus fuera de Dallas/Fort Worth Metroplex abrió en Houston como una tienda independiente y en 1970 se convirtió en la tienda ancla del Centro Comercial Houston Galleria. En 1971, la primera tienda Neiman Marcus fuera de Texas abrió en Bal Harbour. En los siguientes años, se abrieron más tiendas en 30 ciudades de todo Estados Unidos, incluyendo a Chicago, Atlanta, Beverly Hills, San Francisco, San Diego, California, Boston y Las Vegas. 

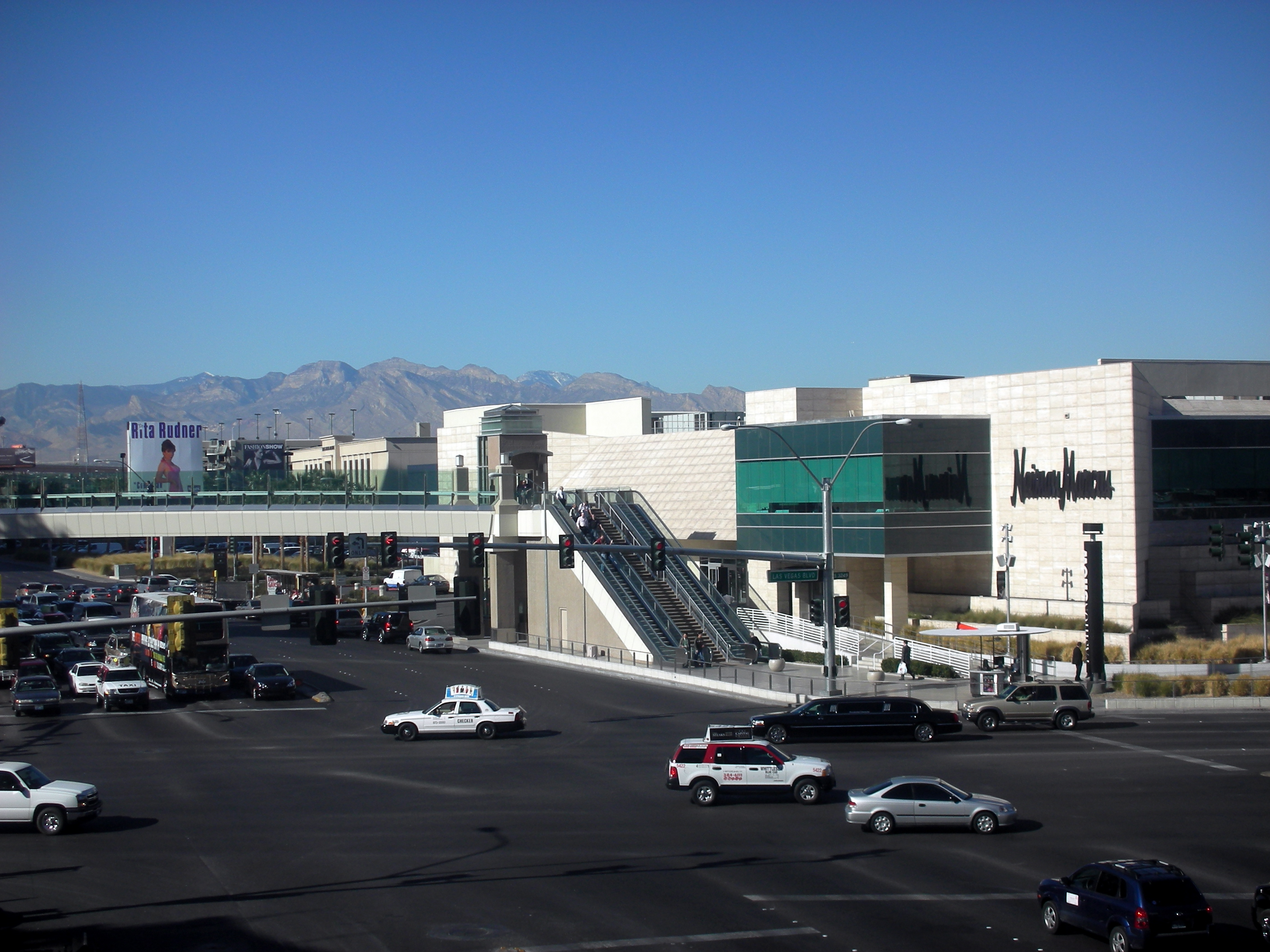
Neiman Marcus en el centro comercial Fashion Show Mall en Las Vegas.

A finales de la década de 1990, la empresa empezó un concepto pequeño de boutiques llamado "Galleries of Neiman Marcus" o Galerías de Neiman Marcus, en la que se vendía artículos de joyería, regalos y accesorios para el hogar. El concepto trató de sobrevivir en las últimas tres ciudades, Seattle, Cleveland y Phoenix pero terminaron cerradas. Algunos creen que las ubicaciones donde se abrieron no eran las más adecuadas y que algunos oficiales de Neiman Marcus trataron de ocultar que el concepto volvería a funcionar.[cita requerida] En 1999, neimanmarcus.com, se inauguró la tienda en línea y de regalos, bajo el control de Neiman Marcus Group's Neiman Marcus Direct Division.
El 22 de enero de 2002, Neiman Marcus y la comunidad mundial de la moda estuvieron en duelo por la muerte de Stanley Marcus, que había sido presidente y ejecutivo de la empresa. Una de las innovaciones más famosas de Neiman Marcus, han sido los desfiles de moda, la publicidad en Nueva York exclusivamente y estrictamente para una cadena de tiendas regionales, exhibiciones de arte dentro de la tienda y catálogos navideños con regalos para damas y caballeros entre los que destacan los abrigos de vicuña, un par de aviones, llamados "Arca de Noé" (incluyendo pares de animales), camellos y tigres vivos. A pesar de que Stanley Marcus se había retirado de la empresa, siempre tuvo lazos fuertes. 
En los siguientes 20 años, la propiedad de Neiman Marcus ha pasado por muchas manos. En junio de 1987, la empresa era de un derivaje de su tienda minorista, Carter Hawley Hale Stores, que se convirtió en una empresa pública. General Cinema, se convirtió después en Harcourt General, y controlaba el 60% de los intereses hasta 1999, cuando Neiman Marcus fue completamente un derivaje de una empresa socia. El 2 de mayo de 2005, Neiman Marcus Group fue el objeto de adquisición apalancada (LBO), al venderse a sí misma a dos firmas privadas, Texas Pacific Group y Warburg Pincus.
Después de la crisis causada por lo propagación del virus COVID-19, la cadena se declaró en bancarrota pero pudiendo llegar a un acuerdo con sus acreedores para seguir en el mercado, aunque tuvo que cerrar algunas de sus tiendas menos lucrativas.